# クールラント・ポケット

クールラント
Kurland

国の標語: Ein Volk, ein Reich, ein Führer（ドイツ語）
一つの民族、一つの国家、一人の総統国歌: Das Deutschlandlied（ドイツ語）
世界に冠たるドイツ
同曲の歌詞2番・3番は禁止、
1番を歌うように指導した。
赤線 - 1944年10月時点
青線 - 1945年3月時点

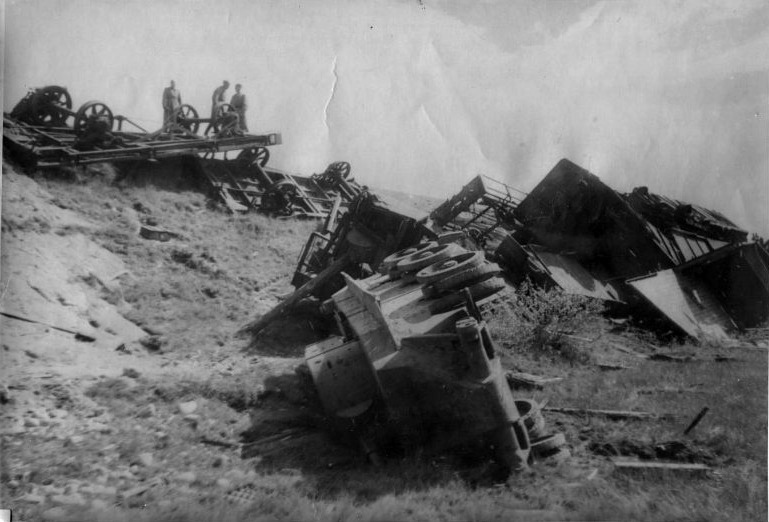
リガ攻勢（1944年）で破壊されたドイツ戦車

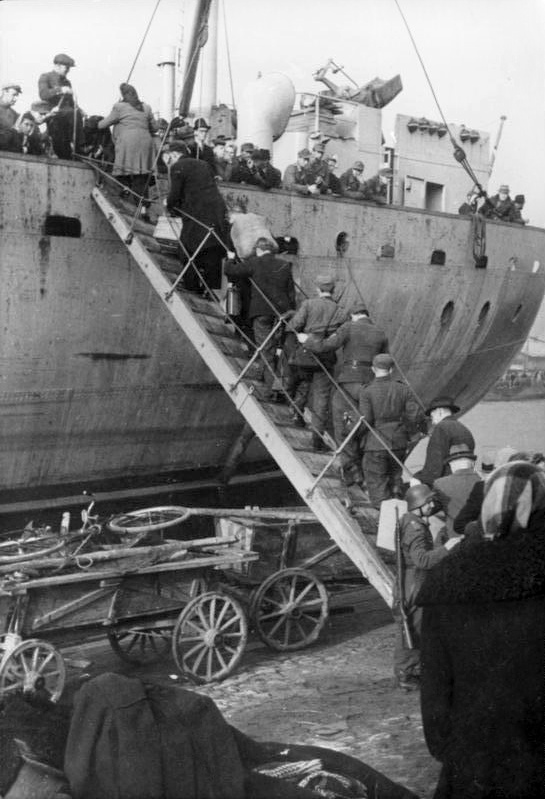
クールラントから避難する人々。

クールラント・ポケット （ドイツ語：Kurland-Kessel）､またはクールラント橋頭堡（ドイツ語：Kurland-Brückenkopf）は、第二次世界大戦、独ソ戦において行われた戦闘である。ソビエト赤軍第1バルト方面軍集団はメーメル近郊でバルト海に到達し、ドイツ国防軍北方軍集団はラトビアのクールラント半島のリエパーヤからツゥクムの間で包囲された。1945年1月25日に北方軍集団はクールラント軍集団と改名、終戦までそこで孤立したままであった。そして、1945年5月8日、ドイツ軍の他の部隊と共に降伏した。

## 背景
クールラント地域はロシア革命後の1918年に独立を宣言したラトビア共和国の一部となったが、1940年にラトビアがソビエト連邦により併合されると、同地域もラトビア・ソビエト社会主義共和国の一部としてソ連領に編入された。1941年、バルバロッサ作戦が開始されナチス・ドイツが侵攻し、北方軍集団はクールラント半島及びその周辺島嶼を含むラトビア全土を占領、さらに北進し、2年間に渡りレニングラードを攻撃したが、結局、果たせなかった（レニングラード包囲戦）。以後、ソビエト赤軍による反撃の準備が進められていた。

### バグラチオン作戦とバルト海攻勢
1944年6月22日、ソビエト赤軍は白ロシア攻略を目標とするバグラチオン作戦を発動させた。この作戦は白ロシア・ソビエト社会主義共和国の地域からドイツ軍を追い出すことを目的としていた。バグラチオン作戦はドイツ中央軍集団を撃破し、多大なる成功を収め、1944年8月29日に終了したが、作戦の最終段階（カウナス、シャウレイ攻略作戦）において、ソ連軍はバルト海へ進撃、そこでドイツ北方軍集団と中央軍集団を分断した。バグラチオン作戦終了後、戦線を元に戻すべくドイツ軍は攻勢を仕掛けたが（ドッペルコップ作戦）、ソビエト赤軍の進撃は止まらなかった。作戦目的はメーメルを占領することにより、ドイツ北方軍集団を孤立させるというものであった。

### クールラント橋頭堡の戦闘
10月9日、メーメル近郊でソビエト赤軍はドイツ第3装甲軍を撃破しバルト海に至った。そのため、北方軍集団と中央軍集団は分断された。ドイツ国防軍陸軍参謀総長ハインツ・グデーリアンは即刻、軍を撤収させ、ソ連軍が迫る中央ヨーロッパに配備しなおすべきだと主張した。しかし、ドイツ総統アドルフ・ヒトラーはこれを拒絶、クールラントとエストニアのヒーウマー島、サーレマー島を保持するよう命令を下し、バルト海沿岸にあるドイツ海軍の潜水艦基地を保護することを重要視した。ヒトラーはまだ戦争に勝利する可能性があると信じており、5月に1番艦が完成した新型UボートXXI型で大西洋での戦いに勝利し、西部戦線の連合軍の補給を弱らせ、撃退しようと考えていた。この提案では、攻撃の中心をクールラント軍集団におき、東部戦線に戦力を集中させるものだった。ヒトラーが軍の撤退を拒否したことにより、クールラントで包囲された軍は再編成され、およそ200,000の将兵が25個師団に再編成、第16軍、第18軍が創設された。（ただし、一部の情報では、31個師団と1個旅団という説もある。）包囲されたとはいえ、彼らはいまだソビエト赤軍の北方側面における脅威であった。
1944年10月10日から1945年4月4日までの間に、大規模な戦闘は6回発生している。
メーメル攻略作戦によるバルト海沿岸攻略作戦でクールラント・ポケットが形成された事が1回目、ソビエト赤軍によるバルト海攻略作戦（1944年9月14日～11月24日）が2回目となる。
1. 1944年10月15日～22日の間、15日、ソビエト赤軍は重砲による準備砲撃後の午前10時、リガ攻略作戦を開始、ドイツ第15軍に攻撃を開始した。10月11日、ヒトラーは軍集団司令官フェルディナント・シェルナー上級大将にリガからの撤退を許可、リガは13日にソビエト赤軍第3バルト方面軍に占領された。その後、戦線は北方軍集団がクールラント半島に孤立する形で安定した。
2. 1944年10月27日～11月25日、ソビエト赤軍がスクルンダ（クルディガ州、クルゼメとも）－サルドゥス間を含む戦線で52個師団による同時攻撃で正面突破を謀った。

ソビエト赤軍第1バルト方面軍（南部地区）、第2バルト方面軍（北部地区）はクールラント半島での包囲を開始、そこで激しい攻防戦が生じた。ラトビアで行われたこの戦闘について、当のラトビア人も無関係ではあり得ない。ソビエト赤軍第2バルト方面軍の第22軍に所属するラトビア第130狙撃兵軍団にはラトビア人で編制された2個狙撃兵師団が所属しており、それに対してドイツ軍にもラトビア人で構成された第19SS武装擲弾兵師団が存在していた。
1. 1944年12月23日－1944年12月31日まで
2. 1945年1月23日－1945年2月3日まで
3. 1945年2月12日－1945年2月19日まで
4. 1945年3月17日－1945年4月4日まで

1945年1月25日、北方軍集団はロタール・レンデュリック上級大将の元、クールラント軍集団と改名された。欧州大戦が終了するまで、クールラント軍集団（第19SS武装擲弾兵師団を含む）はクールランド半島で包囲されたままであった。

## 降伏
5月8日、ヒトラーの自殺によりドイツ大統領となったカール・デーニッツは、クールラント軍集団最後の司令官カール・ヒルペルト上級大将に対して、ソビエト赤軍に降伏するよう命令、ヒルペルトと指揮下の軍司令部要員はレニングラード方面軍司令官レオニード・ゴヴォロフ元帥に降伏した。この時点における軍集団の残存兵力は、27個師団と1個旅団であった。
同日、ラウザー将軍はより有利な降伏条件を得ることに成功した。翌9日から、ソ連軍はクールラント軍集団の司令部要員の尋問と、一般将兵の捕虜収容を開始した。
5月12日までに約135,000名が降伏し、捕虜収容は5月23日に完了した。バルト海戦区全体で約180,000名のドイツ軍将兵が捕虜となり、その大半は、まずヴァルダイ丘陵の捕虜収容所へ送られた。

## ドイツ、ソ連、ラトビアにおける異論
ドイツ、ラトビア、ソ連の記録によると戦いの特徴及び、ソビエト赤軍の戦略目的について、それぞれ異論が存在する。

### ソ連による記録
ソ連の記録によると、北方軍集団を孤立させる際の戦闘で死傷者の数が少ない原因は、敵の首都を陥落させるヴィスワ～オーデル川～ベルリン方面の攻勢を戦略的に重視したためであり、北方軍集団はクールラント半島に閉じ込められるに留められたとしている。閉鎖に当たったソ連軍部隊も基本的に防衛を重視しており、戦闘はドイツ軍が突破を謀った時に限られ、積極的にクールラント・ポケットを攻撃する意図はなかったとしている。

### ラトビア、ドイツの記録
ラトビアのEncyclopediaによるとソビエト赤軍の命令はクールラントの占領に大きく作用したとしている。特に、クールラントは第一次世界大戦中のロシア革命において、ラトビア人がラトビアをボルシェビキから取り返すに当り、上陸した地点であり、ラトビア人にとっては重要な地点であった。ラトビアの記録によれば、ソビエト赤軍はクールラント軍集団を殲滅するために6回の攻撃を行ったが、失敗に終わったとしている。
ラトビアの記録では、ソ連の指導者で軍最高指揮官のスターリンがクールランド半島へ度重なる攻撃を命じ、その損失は無視されたともされている。3月16日におけるドイツの公式記録によると、ソビエト赤軍はクールラント半島における5回の戦闘で死傷者、捕虜、約320,000人、2,388両の戦車、659機の航空機、900門の砲、1,440丁の機関銃を失ったとされる。ソビエト赤軍は6回目と最後の戦いで捕虜となった将兵、553名と74,000人を失ったと推定しており、合計で捕虜、死傷者約390,000名となる。

## その後
ソ連の記録によると、28名の将官と5､083名の高級将校を含む146,000名のドイツ人とラトビア人将兵が捕虜になり、ソ連内陸部の捕虜収容所へ送られ数年を過ごしたとされる。現代の研究者は、その数を200,000名以上と見積もっている。42名の将官を含む189,112名のドイツ人将兵と約14,000名のラトビア人将兵がそこに含まれる。ヒルペルト将軍は、捕虜収容所において1947年に死亡した。
ラトビア人将兵の残党は「森の兄弟」（反ソ抵抗運動）として戦い続けた。ソ連は彼らを掃討するため、16～60歳までの全ての男性を徴用して広大な森林地帯に火を放ち、開伐する作業に従事させた。